# Пјетро Аркари
Пјетро Санте Аркари III (Казалпустерленго, 2. децембар 1909 — Кремона, 8. фебруар 1988) био је италијански фудбалер и нападач, који је играо као десно крило.

## Каријера
Рођен у Казалпустерленгу, играо је 1930-их за Милан и Ђенову. Сјајни голгетер, познат по брзини и способностима у ваздуху, одиграо је 256 мечева у Серији А, постигавши 80 голова.
У сезони 1933–34 постигао је 16 голова за Милан, завршивши сезону као пети стрелац Серије А, што је довело до његовог избора од стране менаџера Виторија Поца у национални тим за светски куп 1934 на домаћем терену. Италија је освојила титулу, иако Аркари није забележио ниједан наступ током целог турнира; сходно томе, он је један од само четири играча у историји италијанске репрезентације који су постали светски шампиони, а да никада одиграли ни једну утакмицу.

## Занимљивости
Пјетро је био трећи син у породици фудбалера: његова старија браћа Карло Аркари и Анђело Аркари и млађи брат Бруно Аркари сви су професионално играли фудбал. Да би се разликовали, Карло се називао Аркари I, Анђело као Аркари II, Пјетро као Аркари III и Бруно као Аркари IV. Његов брат Бруно, који је током каријере такође играо за Милан, је играо и за национални тим.